# Hernán Piquín
Hernán Javier Piquín (Los Polvorines, 13 de noviembre de 1973) es un bailarín y coreográfo argentino.

## Biografía
Nació en la ciudad de Los Polvorines, en el noroeste del Gran Buenos Aires, a 33 km del centro de la Capital Federal. Cursó el Instituto Superior de Arte del Teatro Colón.
En 1985 fue invitado como estudiante de honor por la Escuela del English National Ballet (en Londres), donde fue nombrado «bailarín solista» y como «bailarín principal» en Le Jeune Ballet de France (en París).
En 1992 ingresó al Ballet Estable del Teatro Colón. Desde 1994 trabajó como primer bailarín en el Ballet Argentino de Julio Bocca, con el que realizó giras por Europa, Asia, África y todo el continente americano.
En 1998 entró en el Smuin Ballets/SF (San Francisco Ballet), con el que interpretó Medea, Q a V y Homeless.
En 2002 reemplazó a Julio Bocca en el rol principal del espectáculo Boccatango que se presentó en el Congreso Internacional de Trasplantes, en el Jackie Glackson Theater (en Miami).
En 2003, Andrea Candela (asistente de Julio Bocca) crea especialmente para Hernán Piquin y Cecilia Figaredo la obra Septiembre, que estrenaron ese mismo año en el Teatro Ópera de Buenos Aires.
En octubre de 2004 protagonizó Orfeo (de José Limón) en el Teatro Ópera de la ciudad de Buenos Aires.
Estrenó Tangó, Aquelarre y Ketiak en el Centro Cultural Borges, con coreografías de Ana María Stekelman y Oscar Aráiz.
En 2005 participó de la «Gala de los ochenta años» del Ballet Estable del Teatro Colón.
En 2006 estrenó Hernán Buenosayres, ángel y demonio.
En 2007 trabajó como bailarín principal por el Ballet del Teatro Colón.
En 2008 protagonizó la película Aniceto, de Leonardo Favio. 
En 2009 participó en la telenovela Herencia de amor (por Telefé).

En 2010 fue entrenador del personaje mediático Fabio La Mole Moli, en el concurso televisivo Bailando por un sueño, de Marcelo Tinelli.
En 2011 participó de este mismo concurso (junto con Noelia Pompa) y lo ganó. Por esto fue criticado por varios bailarines argentinos.
Participó en el segundo año consecutivo en Bailando por un sueño, ya que como fue el ganador del 2011 tuvo la oportunidad de volver al Bailando 2012 y se consagró campeón del certamen, siendo así el primer bicampeón de la historia de este concurso de baile.
En 2014, por tercera vez consecutiva llegó a la final de Bailando por un sueño (esta vez con Cecilia Figaredo), se consagró subcampeón perdiendo contra la pareja conformada por los humoristas Anita Martínez y el Bicho Gómez.
En 2016, presenta su nuevo espectáculo Let It Be una historia de amor.
En 2017, gira con: "Let It Be, una historia de amor".
En 2019, participará en el tercer año consecutivo junto a Macarena Rinaldi en Bailando por un sueño.
En 2021 comenzó su gira con el espectáculo El Show Debe Continuar en una gira nacional e internacional participó como jurado del programa de televisión Bailando por un sueño,  también se lanzó como concejal de  Avanza Libertad, en el Partido de Pilar, junto a Juan Martin Tito.
2022 dedica todo su tiempo para seguir de gira nacional e internacional con su espectáculo El Show Debe Continuar.
2023 proyectos de nuevo espectáculo de Tango , giras y participación en programas de televisión 

## Obras de teatro
| Teatro      | Teatro                                        | Teatro                                | Teatro                                   | Teatro                            | Teatro        | Teatro                    |
| Año         | Obra                                          | Producción                            | Dirección                                | Coreografía                       | Personaje     | País                      |
| ----------- | --------------------------------------------- | ------------------------------------- | ---------------------------------------- | --------------------------------- | ------------- | ------------------------- |
| 1985        | English National Ballet                       |                                       |                                          |                                   |               | Bandera de Inglaterra     |
| 1985        | Le Jeune Ballet                               |                                       |                                          |                                   | Varios roles  | Bandera de Francia        |
| 1986        | Ballet Juvenil de Caracas                     |                                       |                                          |                                   | Varios roles  | Bandera de Venezuela      |
| 1992- 1994  | Ballet Estable del Teatro Colón.              |                                       |                                          |                                   | Varios roles  | Bandera de Argentina      |
| 1998        | El Lago de los Cisnes                         | Ballet Argentino                      | Julio Bocca                              | Jean-Pierre Aviotte               | Rol Principal | Bandera de Argentina      |
| 2000        | Medea                                         | Smuin Ballets de San Francisco        |                                          |                                   | Rol Principal | Bandera de Estados Unidos |
| 2000        | QaV                                           | Smuin Ballets de San Francisco        |                                          |                                   | Rol Principal | Bandera de Estados Unidos |
| 2001        | Homeless                                      | Smuin Ballets de San Francisco        |                                          |                                   | Rol Principal | Bandera de Estados Unidos |
| 2002        | Boccatango                                    | Ballet Argentino                      | Julio Bocca                              |                                   | Rol Principal | Bandera de Argentina      |
| 2003        | Night Chase                                   | Lino Patalano                         | Julio Bocca                              | Chet Walker                       | Rol Principal | Bandera de Argentina      |
| 2003        | Septiembre                                    | Ballet Argentino                      | Julio Bocca                              | Andrea Candela                    | Rol Principal | Bandera de Argentina      |
| 2004        | El hombre de la corbata roja                  | Ballet Argentino                      | Julio Bocca                              | Ana Stekelman                     | Rol Solista   | Bandera de Argentina      |
| 2005        | Nine Sinatra Songs                            | Ballet Argentino                      | Julio Bocca                              | Ana Stekelman                     | Rol Principal | Bandera de Argentina      |
| 2004        | Orfeo                                         |                                       |                                          | José Limón                        | Rol Principal | Bandera de Argentina      |
| 2005        | Tangó                                         | Ballet Argentino                      | Julio Bocca                              | Ana Stekelman - Oscar Aráiz       | Rol Principal | Bandera de Argentina      |
| 2005        | Aquellarre                                    | Ballet Argentino                      | Julio Bocca                              | Ana Stekelman - Oscar Aráiz       | Rol Principal | Bandera de Argentina      |
| 2005        | Ketiak                                        | Ballet Argentino                      | Julio Bocca                              | Ana Stekelman - Oscar Aráiz       | Rol Principal | Bandera de Argentina      |
| 2005        | Desiderata                                    | Ballet Argentino                      | Julio Bocca                              | Andrea Candela                    | Rol Principal | Bandera de Argentina      |
| 2005        | Tango Brujo                                   | Ballet Argentino                      | Julio Bocca                              | Ana Stekelman                     | Rol Principal | Bandera de Argentina      |
| 2005        | The River, de Alvin Ailey                     | Ballet Argentino                      | Julio Bocca                              | Ana Stekelman                     | Rol Principal | Bandera de Argentina      |
| 2005        | Gala de los 80 años del Ballet                | Teatro Colón                          |                                          |                                   | Rol Especial  | Bandera de Argentina      |
| 2006        | Hernán BuenosAyres                            |                                       | Laura Roatta                             | Margarita Fernández               | Rol Principal | Bandera de Argentina      |
| 2007        | Bayadera                                      | Teatro Colón                          |                                          |                                   | Rol Principal | Bandera de Argentina      |
| 2007        | Bolero                                        | Teatro Colón                          |                                          |                                   | Rol Principal | Bandera de Argentina      |
| 2008        | Marathon                                      | Grupo Maipo                           |                                          |                                   | Rol Principal | Bandera de Argentina      |
| 2009        | La fiesta está en el Tabarís                  | Gerardo Sofovich                      | Gerardo Sofovich                         |                                   | Rol Principal | Bandera de Argentina      |
| 2010        | El Gran Burlesque                             | Maxi Oliva - M. Gallardo              | Flavio Mendoza                           | Flavio Mendoza                    | Rol Principal | Bandera de Argentina      |
| 2010        | Nazareno Cruz y el lobo                       | Mariana Gonzales Pozzi                | N. González Pozzi                        |                                   | Rol Especial  | Bandera de Argentina      |
| 2010 - 2011 | Pasión Tango                                  | Verónica Scally                       | Laura Roatta                             | Sol Viviano - Osmar Odone         | Rol Principal | Bandera de Argentina      |
| 2010        | Amores cautivos                               |                                       | Laura Roatta                             | M. Fernández -Laura Roatta        | Rol Principal | Bandera de Argentina      |
| 2011 - 2013 | Freddie                                       | GRG Gama                              | Ricardo Auraz                            | Margarita Fernandez- Laura Roatta | Rol Principal | Bandera de Argentina      |
| 2014        | Signum                                        | Berenstein, Gallardo y Camaño         | Sean Mac Mckeown                         | Andrea Candela                    | Rol Principal | Bandera de Argentina      |
| 2014        | Balada para mi Muerte                         | Marcelo Gallardo                      |                                          | Sol Viviano - Osmar Odone         | Rol Principal | Bandera de Argentina      |
| 2014 - 2015 | Pasional                                      | Marcelo Gallardo                      |                                          | Sol Viviano - Osmar Odone         | Rol Principal | Bandera de Argentina      |
| 2016 - 2017 | Let it be - Una Historia de Amor              | Marcelo Gallardo                      |                                          | Georgina Tirotta                  | Rol Principal | Bandera de Argentina      |
| 2017 - 2018 | Entre Boleros y Tangos                        | JUST ART                              | Hernán Piquín, Osmar Odone y Sol Viviano |                                   | Rol Principal | Bandera de Argentina      |
| 2018        | Dionisio                                      | Compañía Danza - Teatro Rafael Amargo | Pablo Mori                               | Rafael Amargo y Ramón Oller       | Apolo         | Bandera de España         |
| 2019        | Fuego y Pasión entre Boleros Tango y Flamenco | JUST ART                              | Hernán Piquín, Osmar Odone y Sol Viviano |                                   | Rol Principal | Bandera de Argentina      |

- Carmen
- Le corsaire
- Giselle
- Serenade
- Apollo
- Mixtura, Danza en el Parque (bailarín).
- Estrellas en danza (bailarín).

## Filmografía
| Cine | Cine                | Cine                   | Cine           | Cine       | Cine         | Cine                 |
| Año  | Película            | Producción             | Dirección      | Personaje  | Notas        | País                 |
| ---- | ------------------- | ---------------------- | -------------- | ---------- | ------------ | -------------------- |
| 2008 | El Aniceto          | Juan Martín Treffinger | Leonardo Favio | El Aniceto | Protagonista | Bandera de Argentina |
| 2018 | El azote del diablo |                        |                |            | Protagonista | Bandera de Argentina |

## Televisión
| Televisión | Televisión                                       | Televisión | Televisión                                  | Televisión               | Televisión           |
| Año        | Programa                                         | Personaje  | Notas                                       | Canal                    | País                 |
| ---------- | ------------------------------------------------ | ---------- | ------------------------------------------- | ------------------------ | -------------------- |
| 2008       | Showmatch - Bailando por un sueño / Reality      | Él Mismo   | Apertura Jazz - Participación Especial      | El Trece - Ideas del Sur | Bandera de Argentina |
| 2009       | Showmatch - Bailando por un sueño / Reality      | Él Mismo   | Apertura - Participación Especial           | El Trece                 | Bandera de Argentina |
| 2009       | Herencia de amor - Telenovela                    | Eugenio    | Participación Especial                      | Telefé                   | Bandera de Argentina |
| 2010       | Showmatch - Bailando por un sueño / Reality      | Él Mismo   | Apertura Aquadance - Participación Especial | El Trece                 | Bandera de Argentina |
| 2011       | Showmatch - Bailando 2011 / Reality              | Él Mismo   | Participante y Ganador                      | El Trece                 | Bandera de Argentina |
| 2012       | Showmatch - Bailando 2012 / Reality              | Él Mismo   | Participante y Ganador                      | El Trece                 | Bandera de Argentina |
| 2014       | Showmatch - Bailando por un sueño 2014 / Reality | Él Mismo   | Participante y subcampeón                   | El Trece                 | Bandera de Argentina |
| 2017       | Showmatch - Bailando 2017 / Reality              | Él Mismo   | Participante y Semifinalista                | El Trece                 | Bandera de Argentina |
| 2018       | Showmatch - Bailando 2018 / Reality              | Él Mismo   | Participante invitado                       | El Trece                 | Bandera de Argentina |
| 2019       | Showmatch - Bailando por un sueño 2019 / Reality | Él Mismo   | Participante / Abandona en 7° gala.         | El Trece                 | Bandera de Argentina |
| 2021       | Showmatch - La Academia / Reality                | Él Mismo   | Jurado.                                     | El Trece                 | Bandera de Argentina |

## Otros trabajos
| Año  | Medio     | Programa                 | Rol                    | País                 |
| ---- | --------- | ------------------------ | ---------------------- | -------------------- |
| 2014 | Videoclip | Abel Pintos - Tanto amor | Participación Especial | Bandera de Argentina |

## Premios y nominaciones
| Año  | Premio                                                                | Categoría                  | Trabajo nominado     | Resultado |
| ---- | --------------------------------------------------------------------- | -------------------------- | -------------------- | --------- |
| 2012 | Premios Estrella de Mar                                               | Mejor Espectáculo de Danza | Freddie              | Ganador   |
| 2008 | Premio Sur                                                            | Actor Revelación de Cine   | Aniceto              | Ganador   |
| 2008 | Cóndor de Plata                                                       | Actor Revelación           | Aniceto              | Ganador   |
| 2008 | Clarín Espectáculos                                                   | Actor Revelación           | Aniceto              | Ganador   |
| 2005 | Clarín Espectáculos                                                   | Figura de la Danza         | Ballet Teatro Colon  | Ganador   |
| 2005 | Premios María Ruanova - otorgado por el Consejo Argentino de la Danza | Trayectoria                |                      | Ganador   |
| 2001 | Premios San Francisco Chronicle                                       | «Bailarín del Año»         | Ballet San Francisco | Ganador   |
| 2000 | Clarín Espectáculos                                                   | Bailarín del Año           | Teatro Colón         | Ganador   |